# フレッシュマン若大将
『フレッシュマン若大将』（フレッシュマンわかだいしょう）は、加山雄三主演の日本映画。若大将シリーズの第13弾。若大将シリーズ社会人編の第1作。北海道でロケーションされた。1969年1月1日公開。東宝製作。同時上映作品は『クレージーのぶちゃむくれ大発見』（主演クレージーキャッツ）。

## ストーリー
“若大将”こと田沼雄一（加山）は無事京南大学を卒業したが、親友の“青大将”こと石山新次郎（田中）は単位不足で留年してしまった。
就職希望先の日東自動車の面接に向かった若大将は、偶然同じタクシーに乗り合わせた祖父を連れた節子（酒井）にタクシーを譲った。その後若大将の乗ったタクシーは渋滞に巻き込まれ、面接の時間に遅刻してしまった。遅刻の理由として「女性にタクシーを譲ったため。」と話した若大将だが、面接官たちはその理由だけで若大将にナンパ者と言うレッテルを張り、満足に質疑応答とすらしてくれなかった。面接後、若大将はショールームで新車の掃除をしていた初老の男性（藤田）に遅刻の理由や満足に面接をしてくれなかった面接官たちへの不満を話し、挙句の果てに「こんなボンクラどもの牛耳る会社なんて長続きしませんよ。オジサンも早く再就職先を探したほうが良いですよ。」と捨て台詞を吐く。しかし、その初老の男性こそが猪俣社長で、それに気付いた若大将はさらに頭を抱えるのであった。
後日、人事担当者から若大将不採用の連絡を受けた猪俣社長は「やはり、お前らはボンクラだな。」と叱り、独断で若大将の採用を決めた。
「日本一の若大将」・「リオの若大将」で婚約した、江口（江原）と照子（中）の結婚式が行われ、新婚旅行に旅立つ二人を見送った若大将は羽田空港のレンタカーオフィスに勤める節子と再会した。そして、青大将の提案で三人で葉山まで遊びに行った。この話を節子から聞いた節子の兄清三（藤木）は「今度田沼って野郎に会ったらぶっとばしてやる！！」と激怒するのであった。
若大将の配属先が、営業部に決まり大学を中退し父親の経営する石山モータースの重役になった青大将と再びコンビを結成し、新車のセールス・拡販に努めることとなった。また、誤解の解けた清三の協力で、若大将は自動車整備士の資格を取得した。そんな若大将の初仕事が、上京する北海道の大手取引先竹内モータースの竹内社長の接待であった。羽田空港で竹内社長を出迎える若大将と青大将だったが若大将は竹内社長と面識がなく、竹内社長と面識のある青大将がレンタカーオフィスの節子に気を取られている隙に、ライバル会社の中央自動車に先を越されてしまった。
そして、数週間後竹内社長から「日東自動車製の車が、相次いで事故や故障を起こしているため、日東自動車との取引を打ち切りたい。」との連絡があった。事故や故障に納得のいかない若大将は、さっそく青大将とともに事故や故障の原因究明のために北海道に飛んだ。
一方で、新婚の江口・照子と同居することになり家に居辛くなった久太郎（有島）は夜な夜なスナック「ジャッキー」に出入りすることになり、ママのめぐみ（草笛）に熱を上げるようになった。めぐみへの思いがさらにエスカレートしてめぐみとの再婚を意識するようになった久太郎に対し、りき（飯田）・江口・照子ともに大反対する。なおもめぐみを庇い続ける久太郎に対し、りきは「私の目の黒いうちは、あの女狐に家の敷居は跨がせない！」と勘当を言い渡す。

## ロケ地
- 根津美術館前交差点（南青山4丁目交差点）
- 旧日産自動車本社ビル（銀座6丁目17-1）
- 旧羽田空港
- 葉山沖
- 采女橋
- 日産自動車追浜工場テストコース
- 神宮外苑絵画館前 並木道
- 神宮外苑
- 溜池交差点
- 赤坂プリンスホテル旧館
- 札幌市街（大通り西5丁目）
- 苫小牧ハイランドスケートセンター
- 札幌パークホテル
- 箱根

## スタッフ
- 製作：藤本真澄、大森幹彦
- 脚本：田波靖男
- 音楽：広瀬健次郎
- 撮影：逢沢譲
- 美術：本多好文
- 録音：刀根紀雄
- 照明：森弘充
- 編集：永見正久
- 監督助手：渡辺邦彦
- 製作担当者：橋本利明
- 整音：下永尚
- スチール：岩井隆志
- 合成：三瓶一信
- 監督：福田純

## キャスト
- 田沼雄一 - 加山雄三

- 高木節子 - 酒井和歌子
- 石山新二郎 - 田中邦衛

- 田沼久太郎 - 有島一郎
- 江口敏 - 江原達怡
- 田沼りき - 飯田蝶子
- めぐみ - 草笛光子

- 山田淳子 - 高橋紀子
- 大島昌子 - 岡田可愛
- 藤原課長 - 藤岡琢也
- 高木清三 - 藤木悠
- 岡本係長 - 小泉博
- 猪股社長 - 藤田進

- 江口（田沼）照子 - 中真千子
- 竹内みどり - 長慶子
- 克子 - 藤あきみ
- 小山 - 小鹿敦
- 大林重役 - 田中明夫
- 大金老人 - 左卜全
- 竹内社長 - 高田稔

- 運転手 - 大前亘
- 試験官B - 山本武
- 試験官A - 松本染升
- 谷川 - 岡部正
- 松坂 - 石田茂樹
- 北川 - 川上大輔
- 松浦 - 当銀長太郎
- 鈴木 - 草川直也
- 赤木係長 - 岡豊
- 井沢 - 勝部義夫
- 高木ふさ子 - 森今日子
- 早苗 - 中川さかゆ
- 節子の同僚 - 矢野陽子

## 挿入歌
- 「フレッシュマン若大将」 ※オープニングに使用された。
- 「いい娘だから」 ※エンディングに使用された。
- 「りんどう小唄」 ※めぐみに振られた久太郎を励まそうと雄一が歌った。
- 「びっこの仔犬」 ※素朴で抒情的な歌詞・曲にも拘わらず、その題名から紹介されるときは“その他1曲”として紹介され、CD化もされていない。また、NHKBSで放送された際、この曲はカットされた。